# Falujungfrun
Falujungfrun är en svarvad kvinnofigur i trä med tätt pålimmade armar. 
Dockan har tillverkats i Dalarna sedan 1800-talet, men kan vara äldre än så. Träfigurens påmålade dräkt påminner om barockmodet och ger därmed en antydning om dess ålder. Den användes förr som leksak och friargåva och såldes bland annat på marknaden under Tomasmäss i Falun. 
Falu ättika började 1945 att använda en bild av dockan på sina etiketter, vilket gjorde figuren känd över hela Sverige.